# Florian Danner

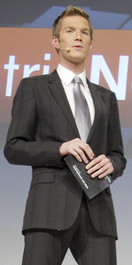
Florian Danner bei einer Präsentation in Wien (2009)

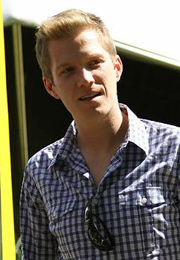
Florian Danner bei einer Benefizveranstaltung in Wien (2011)

Florian Danner (* 3. Juni 1983 in Linz) ist ein österreichischer Fernsehmoderator und Journalist.

## Leben und Beruf
Danner wuchs im oberösterreichischen Zwettl an der Rodl als Sohn eines Musikinstrumentenbauers und einer Buchhalterin auf und maturierte dann im Musikzweig des Adalbert-Stifter-Gymnasiums in Linz.
1999 startete er als Praktikant neben seiner Schulausbildung bei Life Radio, bekam dort 2001 seine erste Sendung und moderierte zwischen 2004 und 2008 die tägliche Personality-Talksendung LifeTalk mit prominenten Gesprächspartnern.
Er absolvierte nebenberuflich das Master-Studium International Relations an der University of Leicester in Großbritannien, die Oberösterreichische Journalistenakademie in Linz, die ARD.ZDF medienakademie in Mainz und die RTL Journalistenschule in Köln und machte Praktika unter anderem bei den OÖ. Nachrichten, der Kronenzeitung, dem Neuen Volksblatt und der OÖ. Rundschau.

### PULS 4
Nach seiner Radiotätigkeit wechselte er 2008 zur TV-Senderfamilie ProSieben Austria, Sat.1 Österreich und Puls 4 nach Wien, wo er zunächst die halbstündlichen Nachrichten in Café Puls und die abendlichen AustriaNews der drei Sender sowie die tägliche Puls 4-Diskussionssendung Talk of Town und das wöchentliche Nachfolgeformat Pro & Contra im Wechsel mit Corinna Milborn moderierte.
Ab Sommer 2012 trat Danner die Nachfolge von Norbert Oberhauser an und moderierte gemeinsam mit Johanna Setzer und Bianca Schwarzjirg das Café Puls-Frühstücksfernsehen. Seit 2014 bildet er mit Bianca Schwarzjirg drei Wochen im Monat das Hauptmoderatorenpaar.

### CNN & NBC
Im US-Präsidentschaftswahlkampf 2016 arbeitete Danner vier Monate beim US-TV-Sender NBC in New York, Washington D.C. und San Francisco mit und berichtete vom Wahlkampf Donald Trumps und Hillary Clintons aus 15 verschiedenen US-Bundesstaaten. Auch 2020 war er trotz Corona-Pandemie mehrere Wochen im Wahlkampf in den umkämpften Rustbelt-Staaten unterwegs und war bei der Wahl Joe Bidens und Abwahl Trumps in den USA im Einsatz. Schon 2012 hat er für Puls 4 von der Wiederwahl Barack Obamas aus Washington D.C. berichtet, sowie 2004 für Life Radio von der Wiederwahl George W. Bushs aus Florida. Im Herbst 2008 arbeitete Danner mehrere Monate während des ersten Obama-Wahlkampfs in den USA für den amerikanischen Nachrichtensender CNN in Atlanta, Denver und Washington D.C., und war auch danach regelmäßig als Korrespondent für Österreich in der CNN-Sendung World View zu sehen.

### TV-Weitwandern
Außerdem wanderte Danner unter dem Titel Café Puls Wahlwandern in den vier Wochen vor der Nationalratswahl 2017 zu Fuß 1.012 Kilometer vom westlichsten zum östlichsten Ort Österreichs (von Meiningen in Vorarlberg bis Deutsch-Jahrndorf im Burgenland), um Wähler aus allen Bundesländern außerhalb der Hauptstadt zu porträtieren. Im Oktober 2018 fing er die Stimmung der Wählerschaft ein Jahr nach der Wahl bei einer zweiwöchigen Wanderung vom nördlichsten zum südlichsten Ort des Landes auf genau 400 Kilometern zwischen Haugschlag in Niederösterreich und Bad Eisenkappl in Kärnten ein. Im Mai 2019 umrundete er anlässlich der Europawahl Österreich und radelte 2.537 Kilometer lang die Staatsgrenze ab, um mit Wählern zu sprechen. Vor der Nationalratswahl 2019 ging Danner 483 Kilometer zu Fuß vom tiefsten Punkt Österreichs in Apetlon im Burgenland zum höchsten am Gipfel des Großglockners. Im Sommer 2020 nahm er die Lockerungen nach den Corona-Ausgangsbeschränkungen zum Anlass und wanderte auf 512 Kilometern vom einstigen Hotspot Ischgl in Tirol in das Bundesland mit den zu diesem Zeitpunkt prozentuell wenigsten Corona-Fällen, an den Wörthersee in Kärnten, um die Stimmung in der Bevölkerung einzufangen.
Anlässlich der US-Präsidentenwahl 2020 verlegte er sein Wahlwandern in die USA und wanderte im Trump vs. Biden-Wahlkampf vom Trump Tower in New York 476 Kilometer durch New Jersey, Pennsylvania, Delaware und Maryland zum Weißen Haus und berichtete vom Wahlausgang aus der Hauptstadt Washington.

### Weitere Einsätze
Danner berichtet immer wieder von aktuellen Nachrichtenergebnissen vor Ort – neben den USA unter anderem auch aus Afghanistan, Ägypten, Katar, Marokko, Südafrika, der Türkei sowie innerhalb der EU aus Belgien, Dänemark, Deutschland, Frankreich, Griechenland, Großbritannien, Italien, Kroatien, Malta, den Niederlanden, Schweden, der Slowakei, Tschechien, Ungarn und Zypern. Dabei war er beispielsweise zur Flüchtlingskrise 2015 von der türkisch-griechischen Grenze aus der Ägäisregion rund um Lesbos sowie von der ungarisch-österreichischen Grenzregion im Einsatz, zum zehnten Jahrestag des Afghanistan-Kriegs als Kriegsreporter aus Kabul, zu den amerikanischen Präsidentenwahlen 2016, 2012, 2008 und 2004 aus den USA, vom Konklave und der Wahl von Papst Franziskus 2013 aus Rom, zu den Unruhen während der Finanzkrise in Griechenland 2012, 2013, 2014 und den politischen Umstürzen 2015 aus Athen, zum Begräbnis von Nelson Mandela 2013 aus Südafrika, zur Gouverneurswahl von Arnold Schwarzenegger 2006 aus Kalifornien, zur Rettung von Malala Yousafzai aus Birmingham, von der königlichen Hochzeit von Kate Middleton und Prinz William 2011 sowie der Geburt ihres Sohnes George 2013 aus London, von der Fußball-Weltmeisterschaft 2006 aus Deutschland, von den Hahnenkammrennen im Ski-Weltcup 2003 bis 2008 aus Kitzbühel, vom Jahrhunderthochwasser 2013 in Ober- und Niederösterreich aus Melk, Theiß, Goldwörth und Linz, vom Amoklauf in Annaberg oder vom Prozess um den Inzestfall von Amstetten aus St. Pölten.

### Film
Im Dezember 2017 übernahm Danner eine Synchronsprecherrolle in der deutschsprachigen Übersetzung des Animationsfilms „Ferdinand“ neben Mirjam Weichselbraun und Simon Schwarz als eines der drei Lipizzaner-Pferde.

## Auszeichnungen
Für seine TV-Dokumentation "Neun Kilometer nach Europa", in der Danner zum Höhepunkt der Fluchtbewegung 2015 Flüchtlinge, Helfer, Touristen und Einheimische auf der hauptbetroffenen griechischen Insel Lesbos begleitet hat, wurde er für den Dr. Karl Renner-Preis und den Fernsehpreis der Volkshochschulen nominiert.
2013 wurde Danner für seine Reportagen aus dem krisengebeutelten Griechenland und über den Aufstieg der rechtsradikalen "Goldenen Morgenröte" für den Dr. Karl Renner-Preis, für den Prälat-Leopold-Ungar-JournalistInnenpreis der Caritas Österreich und den Fernsehpreis der Volkshochschulen nominiert.
2010 und 2011 wurde er von den Lesern des Medienmagazins Extradienst jeweils auf Platz 2 der beliebtesten Nachrichtenmoderatoren Österreichs gewählt.

## Privates
Danner ist seit Mai 2011 mit seiner Frau Christina verheiratet. Seit März 2012 haben die beiden einen Sohn namens Theo. Wenige Tage nach der Geburt erhielt das Neugeborene wegen eines Datenfehlers versehentlich einen Einberufungsbefehl zum Bundesheer, was vielfach für Medienecho sorgte. Im Dezember 2015 hat das Paar einen zweiten Sohn namens Noah bekommen.
Seit 2019 engagiert sich Danner für die Wiener Stadtadler. In dem Verein lernte er für eine TV-Serie Skispringen.
Danner lebt mit seiner Familie im Wienerwald in Niederösterreich und im Mühlviertel in Oberösterreich.